# Drymophilacris glyphocerca
Drymophilacris glyphocerca är en insektsart som beskrevs av David M. Rowell 2000. Drymophilacris glyphocerca ingår i släktet Drymophilacris och familjen gräshoppor. Inga underarter finns listade i Catalogue of Life.